# Liste der von Bundeskanzler Scholz empfangenen hochrangigen Besucher

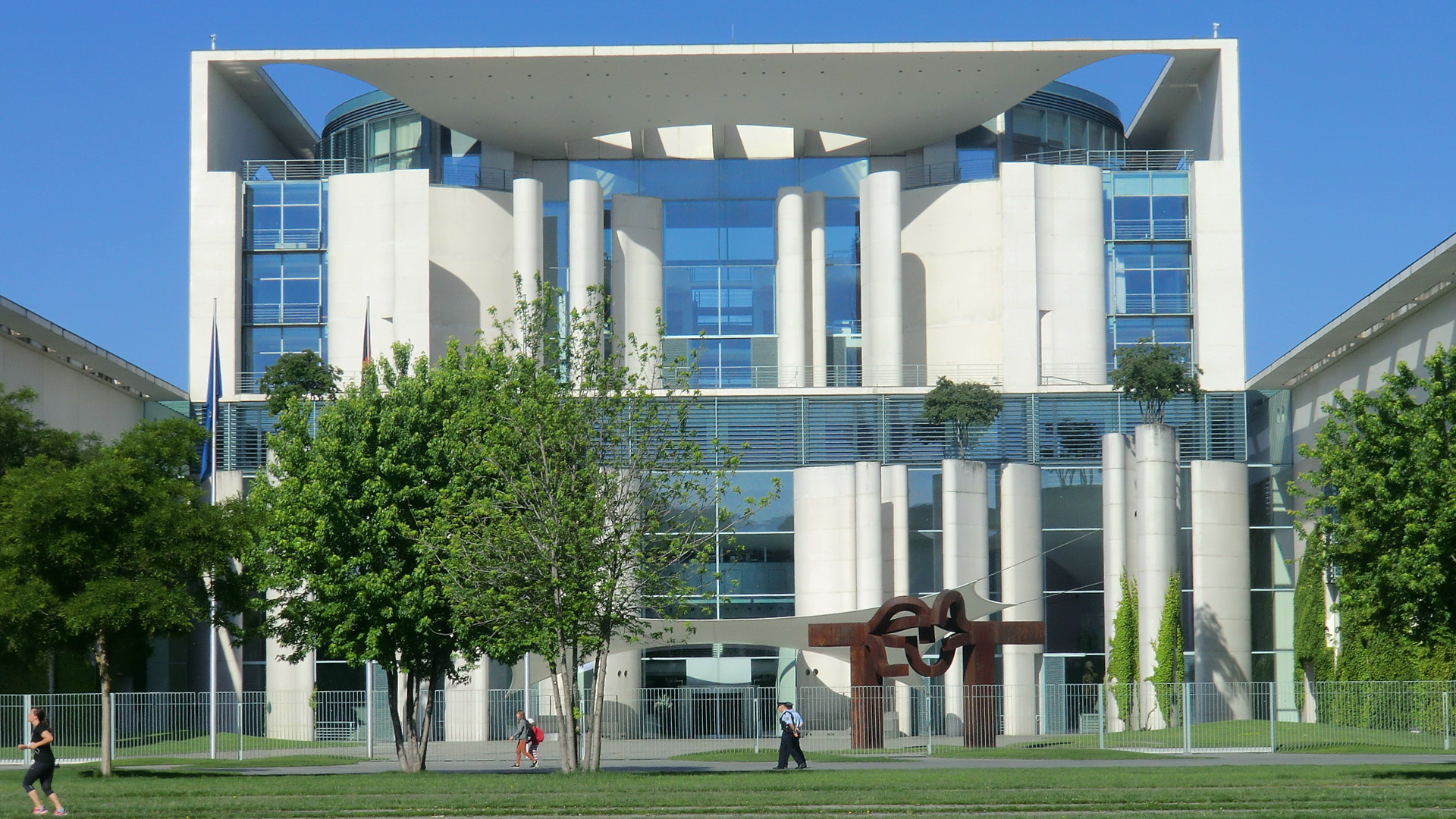
Bundeskanzleramt

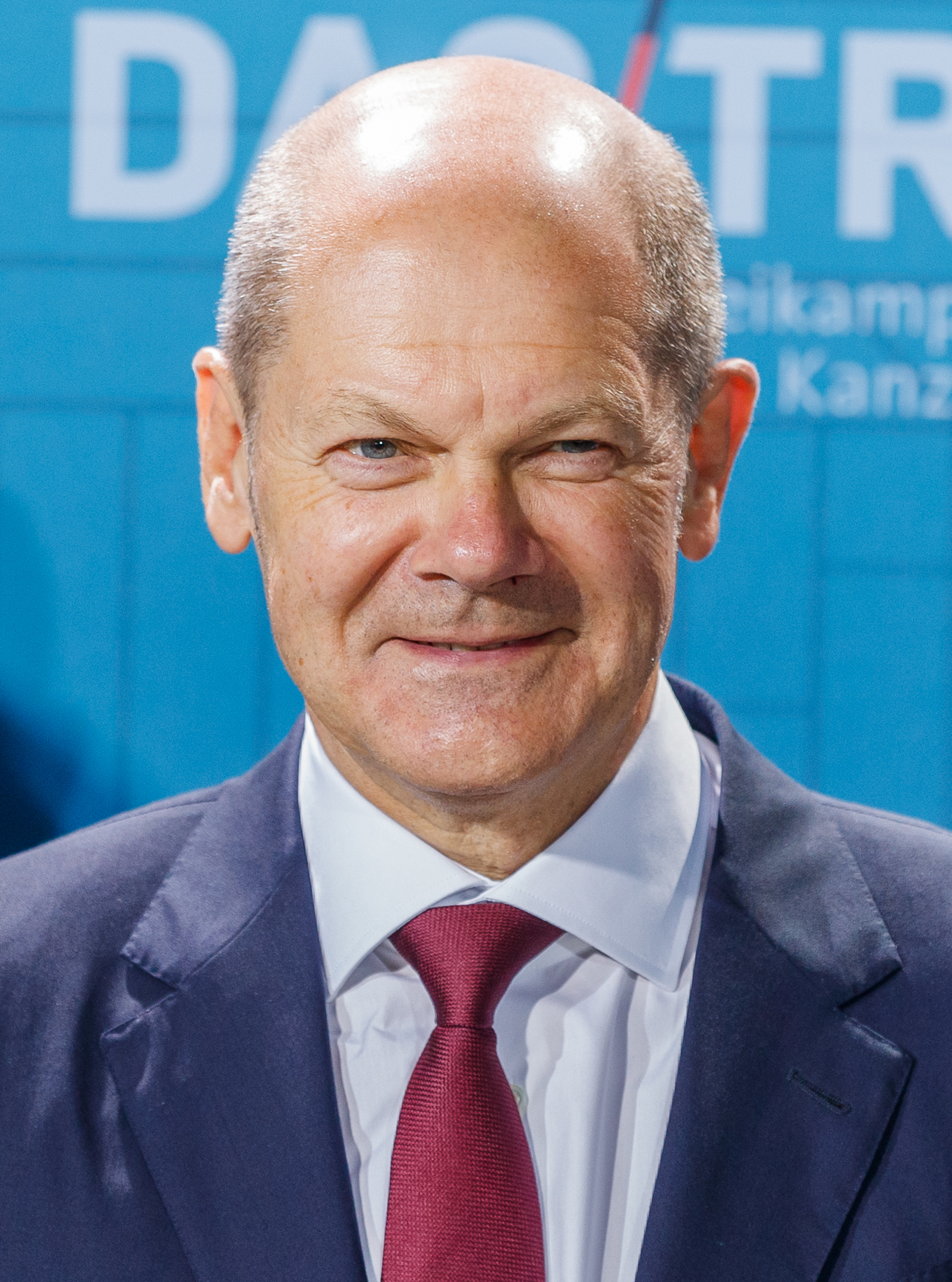
Olaf Scholz, Bundeskanzler von 2021 bis 2025

Die Liste der von Bundeskanzler Scholz empfangenen hochrangigen Besucher enthält die öffentlich empfangenen Gäste des Bundeskanzleramts während dessen Amtszeit vom 8. Dezember 2021 bis zum 6. Mai 2025.

## Liste der Besuche

### 2022
| Datum            | Land / Organisation     | Staatsgast                                                                            | Bild | Quelle        |
| ---------------- | ----------------------- | ------------------------------------------------------------------------------------- | ---- | ------------- |
| 13. Januar       | Niederlande             | Mark Rutte, Ministerpräsident der Niederlande                                         |      | [ 1 ]         |
| 18. Januar       | NATO                    | Jens Stoltenberg, NATO-Generalsekretär                                                |      | [ 2 ]         |
| 19. Januar       | Norwegen                | Jonas Gahr Støre, Ministerpräsident Norwegens                                         |      | [ 3 ]         |
| 20. Januar       | Schweiz                 | Ignazio Cassis, Bundespräsident der Schweiz                                           |      | [ 4 ]         |
| 20. Januar       | Vereinigte Staaten      | Antony Blinken, Außenminister der Vereinigten Staaten                                 |      | [ 5 ]         |
| 25. Januar       | Frankreich              | Emmanuel Macron, Staatspräsident Frankreichs                                          |      | [ 6 ]         |
| 26. Januar       | Israel                  | Mickey Levy, Parlamentspräsident der Knesset                                          |      | [ 7 ]         |
| 8. Februar       | Frankreich              | Emmanuel Macron, Staatspräsident Frankreichs                                          |      | [ 8 ]         |
| 8. Februar       | Polen                   | Andrzej Duda, Staatspräsident Polens                                                  |      | [ 8 ]         |
| 9. Februar       | Dänemark                | Mette Frederiksen, Ministerpräsidentin Dänemarks                                      |      | [ 9 ]         |
| 9. Februar       | Europäische Union       | Charles Michel, Präsident des Europäischen Rats                                       |      | [ 10 ]        |
| 10. Februar      | Litauen                 | Gitanas Nausėda, Staatspräsident Litauens                                             |      | [ 11 ]        |
| 10. Februar      | Estland                 | Kaja Kallas, Ministerpräsidentin Estlands                                             |      | [ 11 ]        |
| 10. Februar      | Lettland                | Krišjānis Kariņš, Ministerpräsident Lettlands                                         |      | [ 11 ]        |
| 22. Februar      | Irland                  | Micheál Martin, Premierminister Irland                                                |      | [ 12 ]        |
| 26. Februar      | Litauen                 | Gitanas Nausėda, Staatspräsident Litauens                                             |      | [ 13 ]        |
| 26. Februar      | Polen                   | Mateusz Morawiecki, Ministerpräsident Polens                                          |      | [ 13 ]        |
| 1. März          | Luxemburg               | Xavier Bettel, Premierminister Luxemburgs                                             |      | [ 14 ]        |
| 1. März          | Europäische Union       | Christine Lagarde, Präsidentin der Europäischen Zentralbank                           |      | [ 15 ]        |
| 5. März          | Israel                  | Naftali Bennett, Ministerpräsident Israels                                            |      | [ 16 ]        |
| 6. März          | Europäische Union       | Ursula von der Leyen, Präsidentin der Europäischen Kommission                         |      | [ 17 ]        |
| 9. März          | Kanada                  | Justin Trudeau, Premierminister Kanadas                                               |      | [ 18 ]        |
| 9. März          | Österreich              | Alexander Van der Bellen, Bundespräsident Österreichs                                 |      | [ 19 ]        |
| 15. März         | Jordanien               | Abdullah II. bin al-Hussein, König Jordaniens                                         |      | [ 20 ]        |
| 16. März         | Finnland                | Sanna Marin, Ministerpräsidentin Finnlands                                            |      | [ 21 ]        |
| 17. März         | NATO                    | Jens Stoltenberg, NATO-Generalsekretär                                                |      | [ 22 ]        |
| 18. März         | Spanien                 | Pedro Sánchez, Ministerpräsident Spaniens                                             |      | [ 23 ]        |
| 22. März         | Europäische Union       | Roberta Metsola, Präsidentin des Europäischen Parlaments                              |      | [ 24 ]        |
| 28. März         | Schweden                | Magdalena Andersson, Ministerpräsidentin Schwedens                                    |      | [ 25 ]        |
| 31. März         | Österreich              | Karl Nehammer, Bundeskanzler Österreichs                                              |      | [ 26 ]        |
| 11. April        | Albanien                | Edi Rama, Ministerpräsident Albaniens                                                 |      | [ 27 ]        |
| 25. April        | Estland                 | Kaja Kallas, Premierministerin Estlands                                               |      | [ 28 ]        |
| 2. Mai           | Indien                  | Narendra Modi, Premierminister Indiens                                                |      | [ 29 ]        |
| 3. Mai           | Finnland                | Sanna Marin, Ministerpräsidentin Finnlands                                            |      | [ 30 ]        |
| 3. Mai           | Schweden                | Magdalena Andersson, Ministerpräsidentin Schwedens                                    |      | [ 30 ]        |
| 4. Mai           | Kosovo                  | Albin Kurti, Premierminister Kosovos                                                  |      | [ 31 ]        |
| 4. Mai           | Serbien                 | Aleksandar Vučić, Staatspräsident Serbiens                                            |      | [ 32 ]        |
| 5. Mai           | Tschechien              | Petr Fiala, Ministerpräsident Tschechiens                                             |      | [ 33 ]        |
| 9. Mai           | Frankreich              | Emmanuel Macron, Staatspräsident Frankreichs                                          |      | [ 34 ]        |
| 10. Mai          | Belgien                 | Alexander De Croo, Premierminister Belgiens                                           |      | [ 35 ]        |
| 11. Mai          | Argentinien             | Alberto Ángel Fernández, Staatspräsident Argentiniens                                 |      | [ 36 ]        |
| 16. Mai          | Bulgarien               | Rumen Radew, Staatspräsident Bulgariens                                               |      | [ 37 ]        |
| 17. Mai          | Liechtenstein           | Daniel Risch, Regierungschef Liechtensteins                                           |      | [ 38 ]        |
| 20. Mai          | Katar                   | Tamim bin Hamad Al Thani, Emir von Katar                                              |      | [ 39 ]        |
| 1. Juni          | Kroatien                | Andrej Plenković, Premierminister Kroatiens                                           |      | [ 40 ]        |
| 3. Juni          | Ukraine                 | Ruslan Stefantschuk, Parlamentspräsident der Werchowna Rada                           |      | [ 41 ] [ 42 ] |
| 13. Juni         | Slowakei                | Eduard Heger, Ministerpräsident der Slowakei                                          |      | [ 43 ]        |
| 26. bis 28. Juni | Frankreich              | Emmanuel Macron, Staatspräsident Frankreichs                                          |      | [ 44 ]        |
| 26. bis 28. Juni | Italien                 | Mario Draghi, Ministerpräsident Italiens                                              |      | [ 44 ]        |
| 26. bis 28. Juni | Japan                   | Fumio Kishida, Premierminister Japans                                                 |      | [ 44 ]        |
| 26. bis 28. Juni | Vereinigtes Königreich  | Boris Johnson, Premierminister des Vereinigten Königreichs                            |      | [ 44 ]        |
| 26. bis 28. Juni | Vereinigte Staaten      | Joe Biden, Präsident der Vereinigten Staaten                                          |      | [ 44 ]        |
| 26. bis 28. Juni | Kanada                  | Justin Trudeau, Premierminister Kanadas                                               |      | [ 44 ]        |
| 26. bis 28. Juni | Europäische Union       | Charles Michel, Präsident des Europäischen Rats                                       |      | [ 44 ]        |
| 26. bis 28. Juni | Europäische Union       | Ursula von der Leyen, Präsidentin der Europäischen Kommission                         |      | [ 44 ]        |
| 27. und 28. Juni | Argentinien             | Alberto Ángel Fernández, Staatspräsident Argentiniens                                 |      | [ 44 ]        |
| 27. und 28. Juni | Indien                  | Narendra Modi, Premierminister Indiens                                                |      | [ 44 ]        |
| 27. und 28. Juni | Indonesien              | Joko Widodo, Staatspräsident Indonesiens                                              |      | [ 44 ]        |
| 27. und 28. Juni | Südafrika               | Cyril Ramaphosa, Präsident Südafrikas                                                 |      | [ 44 ]        |
| 27. und 28. Juni | Senegal                 | Macky Sall, Präsident des Senegal                                                     |      | [ 44 ]        |
| 12. Juli         | Slowenien               | Robert Golob, Ministerpräsident Sloweniens                                            |      | [ 45 ]        |
| 14. Juli         | Oman                    | Haitham ibn Tariq, Sultan Omans                                                       |      | [ 46 ]        |
| 18. Juli         | Ägypten                 | Abd al-Fattah as-Sisi, Präsidenten Ägyptens                                           |      | [ 47 ]        |
| 16. August       | Palästina               | Mahmud Abbas, Präsident der Palästinensischen Autonomiebehörde                        |      | [ 48 ]        |
| 30. August       | Spanien                 | Pedro Sánchez, Ministerpräsident Spaniens                                             |      | [ 49 ]        |
| 4. September     | Ukraine                 | Denys Schmyhal, Ministerpräsident der Ukraine                                         |      | [ 50 ]        |
| 5. September     | Israel                  | Jitzchak Herzog, Staatspräsident Israels                                              |      | [ 51 ]        |
| 9. September     | Europäische Union       | Charles Michel, Präsident des Europäischen Rates                                      |      | [ 52 ]        |
| 12. September    | Israel                  | Jair Lapid, Ministerpräsident Israels                                                 |      | [ 53 ]        |
| 13. September    | Jemen                   | Rashad al-Alimi, Staatspräsident Jemens                                               |      | [ 54 ]        |
| 14. September    | Georgien                | Irakli Gharibaschwili, Premierminister Georgiens                                      |      | [ 55 ]        |
| 16. September    | Vereinigte Staaten      | Nancy Pelosi, Sprecherin des US-Repräsentantenhauses                                  |      | [ 56 ]        |
| 23. September    | Moldau                  | Maia Sandu, Staatspräsidentin Moldaus                                                 |      | [ 57 ]        |
| 3. Oktober       | Frankreich              | Emmanuel Macron, Staatspräsident Frankreichs                                          |      | [ 58 ]        |
| 4. Oktober       | Niederlande             | Mark Rutte, Ministerpräsident der Niederlande                                         |      | [ 59 ]        |
| 10. Oktober      | Ungarn                  | Viktor Orbán, Ministerpräsident Ungarns                                               |      | [ 60 ]        |
| 14. Oktober      | Mongolei                | Luwsannamsrain Ojuun-Erdene, Premierminister der Mongolei                             |      | [ 61 ]        |
| 14. Oktober      | Spanien                 | Pedro Sánchez, Ministerpräsident Spaniens                                             |      | [ 62 ]        |
| 14. Oktober      | Portugal                | António Costa, Premierminister Portugals                                              |      | [ 62 ]        |
| 17. Oktober      | Spanien                 | Felipe VI., König von Spanien                                                         |      | [ 63 ]        |
| 25. Oktober      | Europäische Union       | Ursula von der Leyen, Präsidentin der Europäischen Kommission                         |      | [ 64 ]        |
| 25. Oktober      | Ukraine                 | Denys Schmyhal, Ministerpräsident der Ukraine                                         |      | [ 64 ]        |
| 3. November      | Europäische Union       | Ursula von der Leyen, Präsidentin der Europäischen Kommission                         |      | [ 65 ]        |
| 3. November      | Europäische Union       | Charles Michel, Präsident des Europäischen Rats                                       |      | [ 65 ]        |
| 3. November      | Albanien                | Edi Rama, Ministerpräsident Albaniens                                                 |      | [ 65 ]        |
| 3. November      | Bosnien und Herzegowina | Zoran Tegeltija, Vorsitzender des Ministerrats von Bosnien und Herzegowina            |      | [ 65 ]        |
| 3. November      | Kosovo                  | Albin Kurti, Premierminister des Kosovo                                               |      | [ 65 ]        |
| 3. November      | Montenegro              | Dritan Abazović, Ministerpräsident Montenegros                                        |      | [ 65 ]        |
| 3. November      | Nordmazedonien          | Dimitar Kovačevski, Ministerpräsident Nordmazedoniens                                 |      | [ 65 ]        |
| 3. November      | Serbien                 | Ana Brnabić, Ministerpräsidentin Serbiens                                             |      | [ 65 ]        |
| 22. November     | Vereinte Nationen       | Filippo Grandi, Hoher Flüchtlingskommissar der Vereinten Nationen                     |      | [ 66 ]        |
| 23. November     | Zypern                  | Nikos Anastasiades, Präsident Zyperns                                                 |      | [ 67 ]        |
| 25. November     | Frankreich              | Élisabeth Borne, Premierministerin Frankreichs                                        |      | [ 68 ]        |
| 29. November     | ILO                     | Gilbert Houngbo, ILO-Generaldirektor                                                  |      | [ 69 ]        |
| 29. November     | IWF                     | Kristalina Georgiewa, IWF-Direktorin                                                  |      | [ 69 ]        |
| 29. November     | OECD                    | Mathias Cormann, OECD-Generalsekretär                                                 |      | [ 69 ]        |
| 29. November     | WTO                     | Ngozi Okonjo-Iweala, WTO-Generaldirektorin                                            |      | [ 69 ]        |
| 29. November     | Weltbank                | Mari Elka Pangestu, Weltbank-Managing Director for Development Policy and Partnership |      | [ 69 ]        |
| 30. November     | Norwegen                | Jonas Gahr Støre, Ministerpräsident Norwegens                                         |      | [ 70 ]        |
| 30. November     | NATO                    | Jens Stoltenberg, NATO-Generalsekretär                                                |      | [ 70 ]        |
| 1. Dezember      | NATO                    | Jens Stoltenberg, NATO-Generalsekretär                                                |      | [ 70 ]        |
| 9. Dezember      | Estland                 | Kaja Kallas, Ministerpräsidentin Estlands                                             |      | [ 71 ]        |
| 13. Dezember     | Singapur                | Lee Hsien Loong, Premierminister Singapurs                                            |      | [ 72 ]        |

### 2023
| Datum              | Land / Organisation          | Staatsgast                                                                    | Bild | Quelle  |
| ------------------ | ---------------------------- | ----------------------------------------------------------------------------- | ---- | ------- |
| 13. Januar         | Irak                         | Mohammed Schia’ al-Sudani, Premierminister des Iraks                          |      | [ 73 ]  |
| 19. Januar         | Europäische Union            | Ursula von der Leyen, Präsidentin der Europäischen Kommission                 |      | [ 74 ]  |
| 20. Januar         | Griechenland                 | Katerina Sakellaropoulou, Präsidentin Griechenlands                           |      | [ 75 ]  |
| 25. Januar         | Island                       | Katrín Jakobsdóttir, Ministerpräsidentin Islands                              |      | [ 76 ]  |
| 3. Februar         | Italien                      | Giorgia Meloni, Ministerpräsidentin Italiens                                  |      | [ 77 ]  |
| 1. März            | Lettland                     | Krišjānis Kariņš, Ministerpräsident Lettlands                                 |      | [ 78 ]  |
| 2. März            | Armenien                     | Nikol Paschinjan, Ministerpräsident Armeniens                                 |      | [ 79 ]  |
| 5. März            | Europäische Union            | Ursula von der Leyen, Präsidentin der Europäischen Kommission                 |      | [ 80 ]  |
| 7. März            | Albanien                     | Edi Rama, Ministerpräsident Albaniens                                         |      | [ 81 ]  |
| 10. März           | Europäische Union            | Christine Lagarde, Präsidentin der Europäischen Zentralbank                   |      | [ 82 ]  |
| 13. März           | Bhutan                       | Lotay Tshering, Ministerpräsident Bhutans                                     |      | [ 83 ]  |
| 14. März           | Aserbaidschan                | İlham Əliyev, Präsident Aserbaidschans                                        |      | [ 84 ]  |
| 15. März           | Schweden                     | Ulf Kristersson, Ministerpräsident Schwedens                                  |      | [ 85 ]  |
| 16. März           | Israel                       | Benjamin Netanjahu, Ministerpräsident Israels                                 |      | [ 86 ]  |
| 17. März           | Europäische Union            | Charles Michel, Präsident des Europäischen Rates                              |      | [ 87 ]  |
| 21. März           | Tschechien                   | Petr Pavel, Präsident Tschechiens                                             |      | [ 88 ]  |
| 28. März           | Kenia                        | William Ruto, Staatspräsident Kenias                                          |      | [ 89 ]  |
| 30. März           | Vereinigtes Königreich       | Charles III., König des Vereinigten Königreichs Großbritannien und Nordirland |      | [ 90 ]  |
| 16. und 17. April  | Indonesien                   | Joko Widodo, Präsident Indonesiens                                            |      | [ 91 ]  |
| 18. April          | Schweiz                      | Alain Berset, Bundespräsident der Schweiz                                     |      | [ 92 ]  |
| 27. April          | Litauen                      | Gitanas Nausėda, Präsident Litauens                                           |      | [ 93 ]  |
| 2. Mai             | Usbekistan                   | Shavkat Mirziyoyev, Staatspräsident Usbekistans                               |      | [ 94 ]  |
| 14. Mai            | Ukraine                      | Wolodymyr Selenskyj, Präsident der Ukraine                                    |      | [ 95 ]  |
| 22. Mai            | Luxemburg                    | Xavier Bettel, Premierminister Luxemburgs                                     |      | [ 96 ]  |
| 25. Mai            | Zypern                       | Nikos Christodoulidis, Staatspräsident Zyperns                                |      | [ 97 ]  |
| 6. Juni            | Frankreich                   | Emmanuel Macron, Staatspräsident Frankreichs                                  |      | [ 98 ]  |
| 9. Juni            | Georgien                     | Irakli Gharibaschwili, Premierminister Georgiens                              |      | [ 99 ]  |
| 16. Juni           | Kolumbien                    | Gustavo Petro, Präsident Kolumbiens                                           |      | [ 100 ] |
| 19. Juni           | NATO                         | Jens Stoltenberg, NATO-Generalsekretär                                        |      | [ 101 ] |
| 20. Juni           | Volksrepublik China          | Li Qiang, Ministerpräsident Chinas                                            |      | [ 102 ] |
| 26. Juni           | Osttimor                     | José Ramos-Horta, Staatspräsident Osttimors                                   |      | [ 103 ] |
| 26. Juni           | Autonome Region Kurdistan    | Nêçîrvan Barzanî, Präsident der Autonomen Region Kurdistan                    |      | [ 104 ] |
| 28. Juni           | Nordmazedonien               | Dimitar Kovačevski, Ministerpräsident Nordmazedoniens                         |      | [ 105 ] |
| 4. Juli            | Rumänien                     | Marcel Ciolacu, Ministerpräsident Rumäniens                                   |      | [ 106 ] |
| 10. Juli           | Australien                   | Anthony Albanese, Premierminister Australiens                                 |      | [ 107 ] |
| 14. Juli           | Finnland                     | Petteri Orpo, Ministerpräsident Finnlands                                     |      | [ 108 ] |
| 17. August         | Dänemark                     | Mette Frederiksen, Ministerpräsidentin Dänemarks                              |      | [ 109 ] |
| 13. September      | Frankreich                   | Bruno Le Maire, Minister für Wirtschaft und Finanzen Frankreichs              |      | [ 110 ] |
| 28. September      | Sri Lanka                    | Ranil Wickremesinghe, Staatspräsident Sri Lankas                              |      | [ 111 ] |
| 28. September      | Kasachstan                   | Qassym-Schomart Toqajew, Präsident Kasachstans                                |      | [ 112 ] |
| 29. September      | Usbekistan                   | Shavkat Mirziyoyev, Präsident Usbekistans                                     |      | [ 112 ] |
| 29. September      | Tadschikistan                | Emomalij Rahmon, Präsident Tadschikistans                                     |      | [ 112 ] |
| 29. September      | Kirgisistan                  | Sadyr Dschaparow, Präsident Kirgisistans                                      |      | [ 112 ] |
| 29. September      | Turkmenistan                 | Serdar Berdimuhamedow, Präsident Turkmenistans                                |      | [ 112 ] |
| 29. September      | Kasachstan                   | Qassym-Schomart Toqajew, Präsident Kasachstans                                |      | [ 112 ] |
| 4. Oktober         | Bulgarien                    | Nikolaj Denkow, Ministerpräsident Bulgariens                                  |      | [ 113 ] |
| 9. und 10. Oktober | Frankreich                   | Emmanuel Macron, Staatspräsident Frankreichs                                  |      | [ 114 ] |
| 12. Oktober        | Katar                        | Tamim bin Hamad Al Thani, Emir von Katar                                      |      | [ 115 ] |
| 17. Oktober        | Jordanien                    | Abdullah II. bin al-Hussein, König von Jordanien                              |      | [ 116 ] |
| 9. November        | NATO                         | Jens Stoltenberg, NATO-Generalsekretär                                        |      | [ 117 ] |
| 9. November        | Norwegen                     | Haakon von Norwegen, Kronprinz von Norwegen                                   |      | [ 118 ] |
| 9. November        | Norwegen                     | Mette-Marit Tjessem Høiby, Kronprinzessin von Norwegen                        |      | [ 118 ] |
| 9. November        | Norwegen                     | Espen Barth Eide, Außenminister Norwegens                                     |      | [ 118 ] |
| 9. November        | Norwegen                     | Jan Christian Vestre, Wirtschaftsminister Norwegens                           |      | [ 118 ] |
| 13. November       | Europäische Union            | Charles Michel, Präsident des Europäischen Rates                              |      | [ 119 ] |
| 13. November       | Griechenland                 | Kyriakos Mitsotakis, Ministerpräsident Griechenlands                          |      | [ 119 ] |
| 13. November       | Österreich                   | Karl Nehammer, Bundeskanzler Österreichs                                      |      | [ 119 ] |
| 13. November       | Belgien                      | Alexander De Croo, Premierminister Belgiens                                   |      | [ 119 ] |
| 13. November       | Zypern                       | Nikos Christodoulidis, Präsident Zyperns                                      |      | [ 119 ] |
| 13. November       | Ungarn                       | Viktor Orbán, Ministerpräsident Ungarns                                       |      | [ 119 ] |
| 13. November       | Litauen                      | Gitanas Nausėda, Präsident Litauens                                           |      | [ 119 ] |
| 14. November       | Griechenland                 | Kyriakos Mitsotakis, Ministerpräsident Griechenlands                          |      | [ 120 ] |
| 17. November       | Türkei                       | Recep Tayyip Erdoğan, Präsident der Türkei                                    |      | [ 121 ] |
| 19. November       | Äthiopien                    | Abiy Ahmed, Ministerpräsident Äthiopiens                                      |      | [ 122 ] |
| 19. November       | Elfenbeinküste               | Alassane Ouattara, Präsident der Elfenbeinküste                               |      | [ 122 ] |
| 19. November       | Marokko                      | Aziz Akhennouch, Premierminister Marokkos                                     |      | [ 122 ] |
| 19. November       | Sambia                       | Hakainde Hichilema, Präsident Sambias                                         |      | [ 122 ] |
| 20. November       | Äthiopien                    | Abiy Ahmed, Ministerpräsident Äthiopiens                                      |      | [ 123 ] |
| 20. November       | Elfenbeinküste               | Alassane Ouattara, Präsident der Elfenbeinküste                               |      | [ 123 ] |
| 20. November       | Ghana                        | Nana Akufo-Addo, Präsident Ghanas                                             |      | [ 123 ] |
| 20. November       | Kenia                        | William Ruto, Präsident Kenias                                                |      | [ 123 ] |
| 20. November       | Demokratische Republik Kongo | Jean-Michel Sama Lukonde, Premierminister der Demokratischen Republik Kongo   |      | [ 123 ] |
| 20. November       | Marokko                      | Aziz Akhennouch, Premierminister Marokkos                                     |      | [ 123 ] |
| 20. November       | Nigeria                      | Bola Tinubu, Präsident Nigerias                                               |      | [ 123 ] |
| 20. November       | Sambia                       | Hakainde Hichilema, Präsident Sambias                                         |      | [ 123 ] |
| 20. November       | Senegal                      | Macky Sall, Präsident des Senegal                                             |      | [ 123 ] |
| 20. November       | Togo                         | Faure Gnassingbé, Präsident Togos                                             |      | [ 123 ] |
| 20. November       | AU                           | Moussa Faki, Vorsitzender der Kommission der Afrikanischen Union              |      | [ 123 ] |
| 20. November       | Europäische Union            | Charles Michel, Präsident des Europäischen Rates                              |      | [ 123 ] |
| 20. November       | Europäische Union            | Ursula von der Leyen, Präsidentin der Europäischen Kommission                 |      | [ 123 ] |
| 20. November       | Frankreich                   | Emmanuel Macron, Staatspräsident Frankreichs                                  |      | [ 123 ] |
| 20. November       | Niederlande                  | Mark Rutte, Ministerpräsident der Niederlande                                 |      | [ 123 ] |
| 21. November       | ILO                          | Gilbert Houngbo, ILO-Generaldirektor                                          |      | [ 124 ] |
| 21. November       | IWF                          | Kristalina Georgiewa, IWF-Direktorin                                          |      | [ 124 ] |
| 21. November       | OECD                         | Mathias Cormann, OECD-Generalsekretär                                         |      | [ 124 ] |
| 21. November       | WTO                          | Ngozi Okonjo-Iweala, WTO-Generaldirektorin                                    |      | [ 124 ] |
| 21. November       | Weltbank                     | Ajay Banga, Weltbank-Präsident                                                |      | [ 124 ] |
| 22. November       | Italien                      | Giorgia Meloni, Ministerpräsidentin Italiens                                  |      | [ 125 ] |
| 28. November       | Malta                        | Robert Abela, Premierminister Maltas                                          |      | [ 126 ] |
| 3. und 4. Dezember | Brasilien                    | Luiz Inácio Lula da Silva, Präsident Brasiliens                               |      | [ 127 ] |
| 6. Dezember        | Belgien                      | Philippe, König der Belgier                                                   |      | [ 128 ] |
| 9. Dezember        | Spanien                      | Pedro Sánchez, Ministerpräsident Spaniens                                     |      | [ 129 ] |
| 11. Dezember       | Niederlande                  | Mark Rutte, Ministerpräsident der Niederlande                                 |      | [ 130 ] |

### 2024
| Datum               | Land / Organisation          | Staatsgast                                                                     | Bild | Quelle  |
| ------------------- | ---------------------------- | ------------------------------------------------------------------------------ | ---- | ------- |
| 8. Januar           | Luxemburg                    | Luc Frieden, Premierminister Luxemburgs                                        |      | [ 131 ] |
| 22. Januar          | Frankreich                   | Emmanuel Macron, Staatspräsident Frankreichs                                   |      | [ 132 ] |
| 24. Januar          | Slowakei                     | Robert Fico, Ministerpräsident der Slowakei                                    |      | [ 133 ] |
| 5. Februar          | Frankreich                   | Gabriel Attal, Premierminister Frankreichs                                     |      | [ 134 ] |
| 12. Februar         | Polen                        | Donald Tusk, Ministerpräsident Polens                                          |      | [ 135 ] |
| 16. Februar         | Ukraine                      | Wolodymyr Selenskyj, Präsident der Ukraine                                     |      | [ 136 ] |
| 11. März            | Malaysia                     | Anwar Ibrahim, Premierminister Malaysias                                       |      | [ 137 ] |
| 12. März            | Philippinen                  | Ferdinand Marcos Jr., Präsident der Philippinen                                |      | [ 138 ] |
| 13. März            | Thailand                     | Srettha Thavisin, Ministerpräsident Thailands                                  |      | [ 139 ] |
| 14. März            | Litauen                      | Ingrida Šimonytė, Premierministerin Litauens                                   |      | [ 140 ] |
| 15. März            | Europäische Union            | Charles Michel, Präsident des Europäischen Rats                                |      | [ 141 ] |
| 15. März            | Frankreich                   | Emmanuel Macron, Staatspräsident Frankreichs                                   |      | [ 142 ] |
| 15. März            | Polen                        | Donald Tusk, Ministerpräsident Polens                                          |      | [ 142 ] |
| 20. März            | Niederlande                  | Mark Rutte, Ministerpräsident der Niederlande                                  |      | [ 143 ] |
| 27. März            | Lettland                     | Evika Siliņa, Ministerpräsidentin Lettlands                                    |      | [ 144 ] |
| 12. April           | Georgien                     | Irakli Kobachidse, Premierminister Georgiens                                   |      | [ 145 ] |
| 21. April           | Norwegen                     | Jonas Gahr Støre, Ministerpräsident Norwegens                                  |      | [ 146 ] |
| 24. April           | Vereinigtes Königreich       | Rishi Sunak, Premierminister des Vereinigten Königreichs                       |      | [ 147 ] |
| 26. April           | Aserbaidschan                | İlham Əliyev, Präsident Aserbaidschans                                         |      | [ 148 ] |
| 26. April           | NATO                         | Jens Stoltenberg, NATO-Generalsekretär                                         |      | [ 149 ] |
| 28. April           | Demokratische Republik Kongo | Félix Tshisekedi, Präsident der Demokratischen Republik Kongo                  |      | [ 150 ] |
| 29. April           | Montenegro                   | Milojko Spajić, Premierminister Montenegros                                    |      | [ 151 ] |
| 7. Mai              | Bosnien und Herzegowina      | Denis Bećirović, Vorsitzender des Staatspräsidiums von Bosnien und Herzegowina |      | [ 152 ] |
| 8. Mai              | Finnland                     | Alexander Stubb, Präsident Finnlands                                           |      | [ 153 ] |
| 15. Mai             | Schweiz                      | Viola Amherd, Bundespräsidentin der Schweiz                                    |      | [ 154 ] |
| 17. Mai             | Moldau                       | Maia Sandu, Präsidentin Moldaus                                                |      | [ 155 ] |
| 24. Mai             | Portugal                     | Luís Montenegro, Premierminister Portugals                                     |      | [ 156 ] |
| 28. Mai             | Frankreich                   | Emmanuel Macron, Staatspräsident Frankreichs                                   |      | [ 157 ] |
| 2. Juni             | Litauen                      | Ingrida Šimonytė, Premierministerin Litauens                                   |      | [ 158 ] |
| 10. Juni            | Chile                        | Gabriel Boric, Präsident Chiles                                                |      | [ 159 ] |
| 11. Juni            | Ukraine                      | Wolodymyr Selenskyj, Präsident der Ukraine                                     |      | [ 160 ] |
| 18. Juni            | NATO                         | Christopher G. Cavoli, Alliierter Oberkommandierender in Europa                |      | [ 161 ] |
| 21. Juni            | Ungarn                       | Viktor Orbán, Ministerpräsident Ungarns                                        |      | [ 162 ] |
| 23. Juni            | Argentinien                  | Javier Milei, Präsident Argentiniens                                           |      | [ 163 ] |
| 12. Juli            | Japan                        | Fumio Kishida, Premierminister Japans                                          |      | [ 164 ] |
| 28. August          | Vereinigtes Königreich       | Keir Starmer, Premierminister des Vereinigten Königreichs                      |      | [ 165 ] |
| 6. September        | Ukraine                      | Wolodymyr Selenskyj, Präsident der Ukraine                                     |      | [ 166 ] |
| 13. September       | Kenia                        | William Ruto, Staatspräsident Kenias                                           |      | [ 167 ] |
| 27. September       | Italien                      | Sergio Mattarella, Staatspräsident Italiens                                    |      | [ 168 ] |
| 2. Oktober          | Frankreich                   | Emmanuel Macron, Staatspräsident Frankreichs                                   |      | [ 169 ] |
| 8. Oktober          | ILO                          | Gilbert Houngbo, ILO-Generaldirektor                                           |      | [ 170 ] |
| 8. Oktober          | IWF                          | Kristalina Georgiewa, IWF-Direktorin                                           |      | [ 170 ] |
| 8. Oktober          | OECD                         | Mathias Cormann, OECD-Generalsekretär                                          |      | [ 170 ] |
| 8. Oktober          | WTO                          | Ngozi Okonjo-Iweala, WTO-Generaldirektorin                                     |      | [ 170 ] |
| 8. Oktober          | Weltbank                     | Ajay Banga, Weltbank-Präsident                                                 |      | [ 170 ] |
| 10. Oktober         | Europäische Union            | António Costa, designierter Präsident des Europäischen Rats                    |      | [ 171 ] |
| 11. Oktober         | Ukraine                      | Wolodymyr Selenskyj, Präsident der Ukraine                                     |      | [ 172 ] |
| 14. Oktober         | Europäische Union            | Ursula von der Leyen, Präsidentin der Europäischen Kommission                  |      | [ 173 ] |
| 14. Oktober         | Albanien                     | Edi Rama, Ministerpräsident Albaniens                                          |      | [ 173 ] |
| 14. Oktober         | Bosnien und Herzegowina      | Borjana Krišto, Vorsitzende des Ministerrats von Bosnien und Herzegowina       |      | [ 173 ] |
| 14. Oktober         | Kosovo                       | Albin Kurti, Premierminister des Kosovo                                        |      | [ 173 ] |
| 14. Oktober         | Montenegro                   | Milojko Spajić, Ministerpräsident Montenegros                                  |      | [ 173 ] |
| 14. Oktober         | Nordmazedonien               | Hristijan Mickoski, Ministerpräsident Nordmazedoniens                          |      | [ 173 ] |
| 14. Oktober         | Serbien                      | Miloš Vučević, Ministerpräsident Serbiens                                      |      | [ 173 ] |
| 17. und 18. Oktober | Vereinigte Staaten           | Joe Biden, Präsident der Vereinigten Staaten                                   |      | [ 174 ] |
| 18. Oktober         | Frankreich                   | Emmanuel Macron, Staatspräsident Frankreichs                                   |      | [ 174 ] |
| 18. Oktober         | Vereinigtes Königreich       | Keir Starmer, Premierminister des Vereinigten Königreichs                      |      | [ 174 ] |
| 22. Oktober         | Katar                        | Tamim bin Hamad Al Thani, Emir von Katar                                       |      | [ 175 ] |
| 22. Oktober         | Finnland                     | Alexander Stubb, Präsident Finnlands                                           |      | [ 176 ] |
| 24. Oktober         | Slowakei                     | Peter Pellegrini, Präsident der Slowakei                                       |      | [ 177 ] |
| 4. November         | NATO                         | Mark Rutte, NATO-Generalsekretär                                               |      | [ 178 ] |
| 5. November         | Somalia                      | Hassan Sheikh Mohamud, Präsident Somalias                                      |      | [ 179 ] |
| 15. November        | Rumänien                     | Klaus Johannis, Präsident Rumäniens                                            |      | [ 180 ] |
| 26. November        | Kirgisistan                  | Sadyr Dschaparow, Präsident Kirgisistans                                       |      | [ 181 ] |
| 10. Dezember        | Serbien                      | Aleksandar Vučić, Staatspräsident Serbiens                                     |      | [ 182 ] |
| 11. Dezember        | Ukraine                      | Denys Schmyhal, Ministerpräsident der Ukraine                                  |      | [ 183 ] |
| 20. Dezember        | Estland                      | Kristen Michal, Premierminister Estlands                                       |      | [ 184 ] |

### 2025
| Datum      | Land / Organisation | Staatsgast                                       | Bild | Quelle  |
| ---------- | ------------------- | ------------------------------------------------ | ---- | ------- |
| 17. Januar | Schweden            | Ulf Kristersson, Ministerpräsident Schwedens     |      | [ 185 ] |
| 28. Januar | Dänemark            | Mette Frederiksen, Ministerpräsidentin Dänemarks |      | [ 186 ] |
| 12. März   | Europäische Union   | António Costa, Präsident des Europäischen Rats   |      | [ 187 ] |
| 18. März   | Frankreich          | Emmanuel Macron, Staatspräsident Frankreichs     |      | [ 188 ] |
| 3. April   | Jordanien           | Abdullah II. bin al-Hussein, König Jordaniens    |      | [ 189 ] |